# Ricard de la Casa Pérez
Ricard de la Casa Pérez (Barcelona, 27 de febrer de 1954) és un professor i escriptor català resident a Andorra. Especialitzat en ciència-ficció fou un dels editors de la revista no professional (fanzine) BEM (1990-2000) i també un dels principals impulsors del portal BEM on Line. Va ser president de l'Associació espanyola de Ciència-ficció i Fantasia (AEFCF) a mitjans dels anys noranta del segle passat. L'any 2017 va donar la seva biblioteca particular, de més de 2000 llibres dedicats a la ciència-ficció, a la Biblioteca Rector Gabriel Ferraté de la Universitat Politècnica de Catalunya Barcelona Tech (UPC). Ha dirigit tallers d'escriptura creativa a La Massana i Andorra la Vella (entrevista a Radio i Televisió d'Andorra, El Periòdic d'Andorra.

## Publicacions
- Més enllà de l'equació QWR. Lleida: Pagès, 1992. ISBN 978-84-7935-100-7[3]
- Sota Pressió. Lleida: Pagès, 1996. ISBN 978-84-7935-347-6
- Els altres mons de la literatura catalana. Editor: Víctor Martínez-Gili. Barcelona: Galaxia Gutenberg, 2005 (antologia de narrativa fantàstica i especulativa). ISBN 9788481093483
- El día que hicímos la transición. Co-escrit amb Pedro Jorge Romero[2] Publicada en varies antologies. La primera: Visions 1997. Antologia espanyola de fantasia i ciència-ficció editada per l'Associació espanyola de ciència-ficció i fantasia (AEFCFT). ISBN 8492336609 (ISBN 9788492336609).

## Premis i reconeixements
- Accèssit al Premi Juli Verne de Ciència-Ficció
- Premi Domingo Santos.
- Finalista Premi Sidewise.[2]